# 毛冬青
毛冬青（学名：Ilex pubescens）为冬青科冬青属的植物。

## 形态
常绿小乔木；长卵形、卵形或椭圆形，全缘或有芒齿，沿脉及叶柄密生短柔毛；雌雄异株；红色球形果实。

## 分布
分布在台湾以及中国大陆的浙江、广东、湖南、香港、福建、江西、海南、安徽、广西、贵州等地，生长于海拔60米至1,000米的地区，多生在灌木丛中、林缘、山坡常绿阔叶林中、溪旁和路边，目前已由人工引种栽培。

## 别名
茶叶冬青（中国高等植物图鉴），密毛假黄杨（台湾植物志），密毛冬青（台湾木本植物图志）

## 变种
- 广西毛冬青（学名：Ilex pubescens var. kwangsiensis）为冬青科冬青属下的一个变种。

## 外部連結
- 毛冬青, Maodongqing 藥用植物圖像數據庫 (香港浸會大學中醫藥學院) （繁體中文）（英文）
- 毛冬青 Mao Dong Qing （页面存档备份，存于） 中藥標本數據庫 (香港浸會大學中醫藥學院) （繁體中文）（英文）